# Hastrup (Vejle Kommune)
 For alternative betydninger, se Hastrup. (Se også artikler, som begynder med Hastrup)
Hastrup ligger i det nordligste Sydjylland og er en lille landsby i Thyregod Sogn. Den er beliggende i Vejle Kommune og hører til Region Syddanmark. Navnet "Hastrup" stammer fra den forsvundne herregård, Hastrup Hovedgård, der i gennem 500 år havde stor betydning i sognet. Thyregod Kirke har mange minder omkring hovedgårdens ejere. Gården lå omgivet af voldgrave, placeret hvor den nuværende skovfogedbolig Hastrupgård ligger. Rester af det gamle voldsted og voldgrave kan stadig påvises. 
Ifølge overleveringen skulle hovedgårdens forgænger, Hastrup Slot, være grundlagt af dronning Thyra Dannebod på en holm midt i Hastrup Sø. Denne borg skulle dog være gået til grunde allerede i slutningen af 1300-tallet.
I 1877 blev Hastrup Hovedgård solgt til staten, hvorefter avlsbygningerne blev nedrevet og gårdens jorder tilplantet over en 20-årig periode, hovedsageligt med rødgran. Dette blev grundlaget for den nuværende Hastrup Plantage. Denne plantage er i dag på ca. 620 hektar blandet løvskov, nåleskov samt ubevoksede arealer. 
En stor del af tømmeret fra laden af den gamle hovedgård blev brugt til at  opføre en ny gård ca. to kilometer syd for Hastrup Sø, lige udenfor plantagen;  Gården blev kaldt  "Ny Hastrup", men kun stuehuset er nu tilbage, af den dengang firelængede gård.
I dag hører Hastrup Plantage under Feldborg Statsskovdistrikt. 